# محمد لوحکیار
محمد لوحکیار (انگلیسی: Mohamed Louhkiar؛ زادهٔ ۱ دسامبر ۱۹۸۳) بازیکن فوتبال اهل فرانسه است.